# Costelytra gregoryi
Costelytra gregoryi är en skalbaggsart som beskrevs av Given 1966. Costelytra gregoryi ingår i släktet Costelytra och familjen Melolonthidae. Inga underarter finns listade i Catalogue of Life.